# Бертхолд V (Хенеберг-Шлойзинген)
Бертхолд V (VII) фон Хенеберг-Шлойзинген (на немски: Berthold V (VII) von Henneberg-Schleusingen; * ок. 1248 в Шлойзинген; † 13 февруари 1284 в Монпелиер) от род Хенеберги е граф на Хенеберг-Шлойзинген (1262 – 1284) в Тюрингия с резиденция замък Бертхолдсбург в Шлойзинген.

## Произход
Той е син на Хайнрих I (III) фон Хенеберг-Шлойзинген († 1262) и съпругата му София от Майсен († 1280), дъщеря на маркграф Дитрих от Майсен (1162 – 1221) и Юта Тюрингска († 1235). Брат е на граф Хайнрих II фон Хенеберг-Хартенберг-Остербург-Ромхилд († 1317) и на Херман II фон Хенеберг († 1292), граф на Хенеберг-Ашах. Полубрат е на Хайнрих IV фон Хенеберг (II) († 1292/1317), граф на Хенеберг-Рьомхилд.
През 1274 г. род Дом Хенеберг се разделя на линиите Хенеберг-Шлойзинген, Хенеберг-Ашах-Рьомхилд и Хенеберг-Хартенберг. Хенеберг-Шлойзинген съществува най-дълго до 1583 г.

## Фамилия
Бертхолд V/VII се жени пр. 7 март 1268 г. за София фон Шварцбург († 13 февруари 1279), дъщеря на Гюнтер VII фон Шварцбург-Бланкенбург († 1274). Те имат децата:
- Лукардис († сл. 1 февруари 1312), омъжена за Хайнрих I фон Франкенщайн († сл. 22 декември 1295)
- Бертхолд VII/X (* ок. 1272; † 3 април 1340), граф на Хенеберг-Шлойзинген (1284 – 1340), женен I. 1284 г. за ландграфиня Аделхайд фон Хесен († 1317), II. сл. 7 декември 1317 г. за Анна фон Хоенлое († сл. 1340)
- Бертхолд VII/IX Млади († 21 август 1330, погребан във Вюрцбург)
- Хайнрих VII († 1339/12 март 1340), граф на Хенеберг-Шлойзинген
- София († сл. 1313), омъжена за Фридрих фон Хоенлое-Вернсберг († 1290)
- Елизабет († сл. 1329)
- Юта (* 1272; † 25 април 1317), омъжена I. ок. 1295/10 декември 1307 г. за маркграф Дитрих IV (Дицман) фон Лужица († 1307), II. на 12 юли 1308 г. за маркфграф Ото IV фон Бранденбург († 27 ноември 1308/1309)
- Аделхайд († сл. 5 юни 1326), омъжена за Вилхелм фон Катценелнбоген